# USS Roper (DD-147)
USS Roper (DD-147/APD-20) là một tàu khu trục thuộc lớp Wickes của Hải quân Hoa Kỳ trong giai đoạn Chiến tranh Thế giới thứ nhất, sau được cải biến thành một tàu vận chuyển cao tốc và mang ký hiệu lườn APD-20 trong Chiến tranh Thế giới thứ hai. Roper là chiếc tàu chiến Hoa Kỳ đầu tiên đã đánh chìm một tàu ngầm Đức Quốc xã trong Thế Chiến II. Nó là chiếc tàu chiến duy nhất của Hải quân Hoa Kỳ được đặt tên theo Thiếu tá Hải quân Jesse M. Roper (1851-1901), hạm trưởng chỉ huy chiếc Petrel, vốn đã tử trận trong cuộc Chiến tranh Tây Ban Nha-Hoa Kỳ.

## Thiết kế và chế tạo
Roper được đặt lườn vào ngày 19 tháng 3 năm 1918 tại xưởng tàu của hãng William Cramp & Sons ở Philadelphia, Pennsylvania. Nó được hạ thủy vào ngày 17 tháng 8 năm 1918, được đỡ đầu bởi bà Jesse M. Roper, vợ góa Thiếu tá Roper, và được đưa ra hoạt động vào ngày 15 tháng 2 năm 1919 dưới quyền chỉ huy của Hạm trưởng, Trung tá Hải quân Abram Claude.

## Lịch sử hoạt động

### Giai đoạn giữa hai cuộc thế chiến
Sau khi chạy thử máy tại vùng biển ngoài khơi New England, Roper lên đường đi Châu Âu vào giữa tháng 6 năm 1919, và sau các chặng dừng tại Ponta Delgada, Gibraltar và Malta, đã thả neo tại Bosporus vào ngày 5 tháng 7. Trong tháng tiếp theo, nó hỗ trợ cho hoạt động của Ủy ban Hòa bình tại Hắc Hải, vận chuyển hành khách và thư tín giữa Constantinople, Novorossisk, Batum, Samsun và Trebizond. Vào ngày 20 tháng 8, nó lên đường quay trở về Hoa Kỳ, về đến New York nhưng lại lên đường sáu ngày sau đó. Cuối tháng đó, nó băng qua kênh đào Panama và đi đến San Diego, California.
Roper ở lại vùng bờ Tây cho đến tháng 7 năm 1921. Vào ngày 23 tháng 7, nó khởi hành từ San Francisco để nhận nhiệm vụ tại Hạm đội Á Châu. Đi đến Cavite thuộc quần đảo Philippine vào ngày 24 tháng 8, nó ở lại khu vực Philippines cho đến tháng 12; rồi di chuyển đến vùng biển Trung Quốc và hoạt động chủ yếu từ Hong Kong và Yên Đài suốt mùa Hè. Vào ngày 25 tháng 8 năm 1922, nó lên đường quay trở về Hoa Kỳ, đi ngang qua Nagasaki, Midway và Trân Châu Cảng và về đến San Francisco vào ngày 13 tháng 10. Hai ngày sau, nó chuyển sang San Pedro, California, rồi tiếp tục đi đến San Diego, nơi nó được cho xuất biên chế vào ngày 14 tháng 12 năm 1922 và neo đậu cùng Hạm đội Dự bị Thái Bình Dương.
Roper được cho nhập biên chế trở lại vào ngày 18 tháng 3 năm 1930 tại khu vực Thái Bình Dương. Nó hoạt động chủ yếu tại vùng Nam California trong các hải đội hiện dịch và dự bị luân phiên trong bảy năm tiếp theo; được bố trí đến Panama, Hawaii và vùng biển Caribe cho các cuộc cơ động tập trận hạm đội vào các năm 1931, 1933, 1935 và 1936. Nó còn tham gia các hoạt động tại vùng biển Alaska vào tháng 1 và tháng 2 năm 1936.
Vào tháng 2 năm 1937, Roper rời California, và sau khi băng qua kênh đào Panama, gia nhập Hạm đội Đại Tây Dương. Trong thời gian còn lại của năm và cho đến năm 1939, nó tiến hành các cuộc thực tập chủ yếu tại khu vực giữa Đại Tây Dương, và hàng năm tại vùng biển Caribe. Vào tháng 11 năm 1939, sau khi Chiến tranh Thế giới thứ hai nổ ra tại châu Âu, nó chuyển từ Norfolk, Virginia đến Key West, Florida, nơi nó tuần tra tại eo biển Yucatan và eo biển Florida. Đến tháng 12, nó quay trở lại Norfolk; rồi đến tháng 1 năm 1940 nó lại di chuyển về phía Nam, đến Charleston, South Carolina, vào tháng 3, nó đi lên phía Bắc làm nhiệm vụ tuần tra tại khu vực New England.

### Thế Chiến II
Trong giai đoạn Tuần tra Trung lập trước chiến tranh, Roper hoạt động khắp vùng biển ngoài khơi bờ Đông và vùng vịnh Mexico. Có mặt ngoài khơi mũi Cod vào ngày 7 tháng 12 năm 1941, khi chiến tranh nổ ra tại Thái Bình Dương, nó quay trở về Norfolk cho một đợt đai tu ngắn vào giữa tháng, rồi đi đến Argentia, Newfoundland. Vào đầu tháng 2 năm 1942, nó hoàn tất một chuyến hộ tống vận tải đến Londonderry Port, rồi vào tháng 3 quay trở về Norfolk cho nhiệm vụ tuần tra và hộ tống. Một tháng sau, trong đêm 13/14 tháng 4, nó phát hiện một tàu ngầm U-boat trên mặt nước ngoài khơi bờ biển North Carolina. Cuộc săn đuổi tiếp theo đã đưa đến việc đánh chìm bằng hải pháo chiếc U-85, một đơn vị thuộc Chi hạm đội U-boat 7.
Tác giả Helmut Schmoeckel, nguyên chỉ huy tàu ngầm U-802, trong một quyển sách năm 2002 đã cho rằng việc Roper không cứu vớt thủy thủ đoàn của chiếc U-85 sau khi họ bỏ tàu và tiếp tục thả mìn sâu nhắm vào U-85 là một tội ác chiến tranh. Căn cứ theo báo cáo hoạt động, cuộc tấn công diễn ra sau nữa đêm giờ địa phương sau khi Roper tiếp cận để nhận diện một mục tiêu không rõ (U-85) và suýt trúng một quả ngư lôi trước khi nổ súng. Vị sĩ quan chỉ huy đã trì hoãn việc cứu vớt cho đến khi trời sáng, và sau khi có sự hỗ trợ trên không của một thủy phi cơ PBY Catalina và một khí cầu do mối e ngại tấn công của một chiếc U-boat thứ hai. Không có hình thức kỷ luật nào cho thủy thủ đoàn của Roper và 29 thủy thủ U-85 tử trận được chôn cất với nghi thức quân sự tại Nghĩa trang Quốc gia Hampton. Hạm trưởng Roper, Thiếu tá Hải quân Hamilton W. Howe, được tặng thưởng huân chương Chữ thập Hải quân do chiến công đánh chìm tàu ngầm này và nghỉ hưu năm 1956 ở cấp bậc Chuẩn đô đốc.
Vào ngày 29 tháng 4, Roper cứu vớt 14 người sống sót từ chiếc tàu buôn Anh MV Empire Drum bị chiếc U-136 phóng ngư lôi đánh chìm năm ngày trước đó. Đến ngày 1 tháng 5, nó cứu vớt thêm 13 người sống sót khác từ Empire Drum. Họ được đưa lên bờ tại Norfolk, Virginia vào ngày hôm đó. Vào cuối tháng 5, Roper bắt đầu một loạt các chuyến hộ tống dọc bờ biển trải rộng từ Key West đến New York, kéo dài đến năm 1943. Sang tháng 2 năm đó, nó chuyển sang nhiệm vụ hộ tống tuyến biển Caribe - Địa Trung Hải, và tiếp tục vai trò này cho đến tháng 10, khi nó đi vào Xưởng hải quân Charleston để cải biến thành một tàu vận chuyển cao tốc.
Được xếp lại lớp với ký hiệu lườn mới APD-20 vào ngày 20 tháng 10 năm 1943, Roper rời Charleston vào cuối tháng 11, và tiến hành huấn luyện tại khu vực vịnh Chesapeake và ngoài khơi bờ biển Florida cho đến dịp năm mới 1944. Vào ngày 13 tháng 4, nó khởi hành đi sang phía Đông, và đến cuối tháng đã gia nhập lực lượng Đệ Bát hạm đội tại Oran, Algeria. Là một đơn vị thuộc Đội vận chuyển 13 được phân công hỗ trợ cho cuộc tấn công đổ bộ lên Ý, nó cho đổ bộ các đơn vị quân đội Pháp lên Pianosa vào ngày 17 tháng 6, và sang tháng 7 thực hiện các chuyến đi lại giữa Oran và Napoli cùng hoạt động dọc theo bờ Tây bán đảo Ý. Đến tháng 8, nó chuyển trọng tâm hoạt động sang miền Nam nước Pháp. Vào ngày 15 tháng 8, nó đi đến khu vực bờ biển như một đơn vị của lực lượng "Sitka" và cho đổ bộ lực lượng lên đảo Levant. Đến ngày 5 tháng 9, nó quay trở về Ý tiếp tục các chuyến đi lại giữa Naples và Oran, vào đầu tháng 12 đã rời Oran quay trở về Hampton Roads.
Đi đến Norfolk vào ngày 21 tháng 12, Roper lại ra khơi vào ngày 29 tháng 1 năm 1945. Băng qua Kênh đào Panama, nó trình diện để hoạt động cùng Hạm đội Thái Bình Dương, và sau các chặng dừng tại California và Hawaii, đã đi đến khu vực quần đảo Mariana. Vào ngày 11 tháng 5, nó rời Guam đi sang quần đảo Ryukyu, và sau khi đi đến Nakagusuku Wan vào ngày 22 tháng 5, nó chuyển đến khu vực thả neo Hagushi cùng ngày hôm đó. Ba ngày sau, đang khi làm nhiệm vụ canh phòng ngoài khơi khu vực vận chuyển, nó bị một máy bay tấn công cảm tử kamikaze đánh trúng.
Được lệnh quay trở về Hoa Kỳ để hoàn tất việc sửa chữa, nó rời Ryukyu vào ngày 6 tháng 6, và về đến San Pedro một tháng sau đó. Sang tháng 8, nó chuyển sang Xưởng hải quân Mare Island, nhưng cùng với việc xung đột kết thúc, công việc sửa chữa cũng bị dừng lại. Được cho ngừng hoạt động vào ngày 15 tháng 9 năm 1945, tên của Roper được cho rút khỏi danh sách Đăng bạ Hải quân vào ngày 11 tháng 10 năm 1945, và lườn tàu được bán cho hãng Lerner Company tại Oakland, California vào tháng 6 năm 1946 và bắt đầu được tháo dỡ từ tháng 12 tiếp theo.

## Phần thưởng
Roper được tặng thưởng bốn Ngôi sao Chiến trận do thành tích phục vụ trong Thế Chiến II.